# رانجاسوامي سرينيفاسان
رانجاسوامي سرينيفاسان (بالإنجليزية: Rangaswamy Srinivasan)‏ (و. 1929 – م) هو فيزيائي، ومهندس من الهند . ولد في الهند . وهو عضواً في الأكاديمية الوطنية للهندسة .

## التعليم
تعلم في جامعة جنوب كاليفورنيا، وجامعة مدراس

## جوائز
حصل على جوائز منها:
- زمالة غوغنهايم.